# فولکس‌واگن آماروک

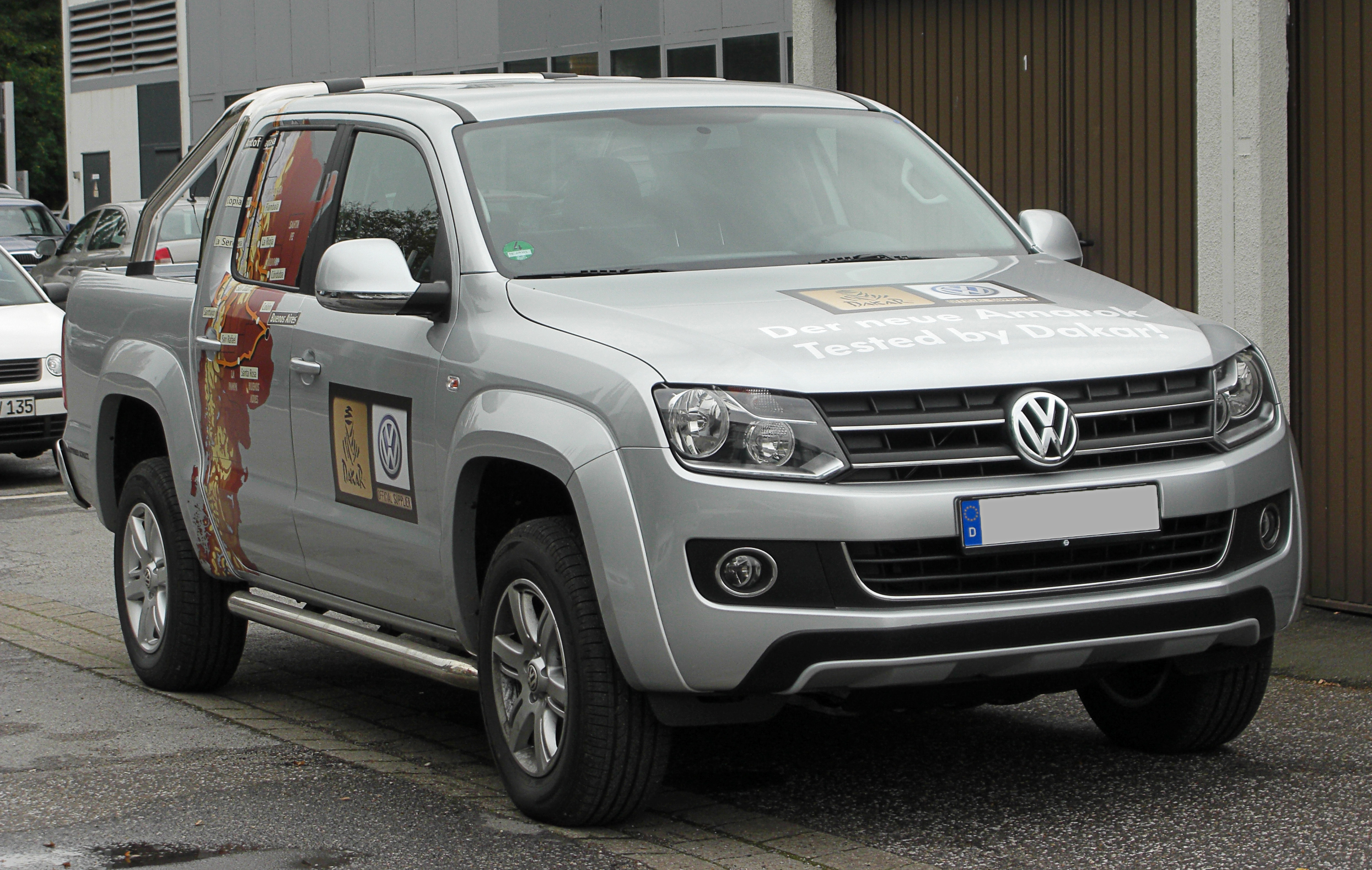

فولکس‌واگن آماروک (Volkswagen Amarok) خودرویی است که در سال‌های late ۲۰۰۹ تا در آرژانتین تولید شده‌است. طراحی آن موتور جلو، توزیع نیروی پیشران و خودرو چهار چرخ محرک بوده است. سیستم جعبه‌دندهٔ آن ۶ دنده به صورت دستی است.

## نگارخانه

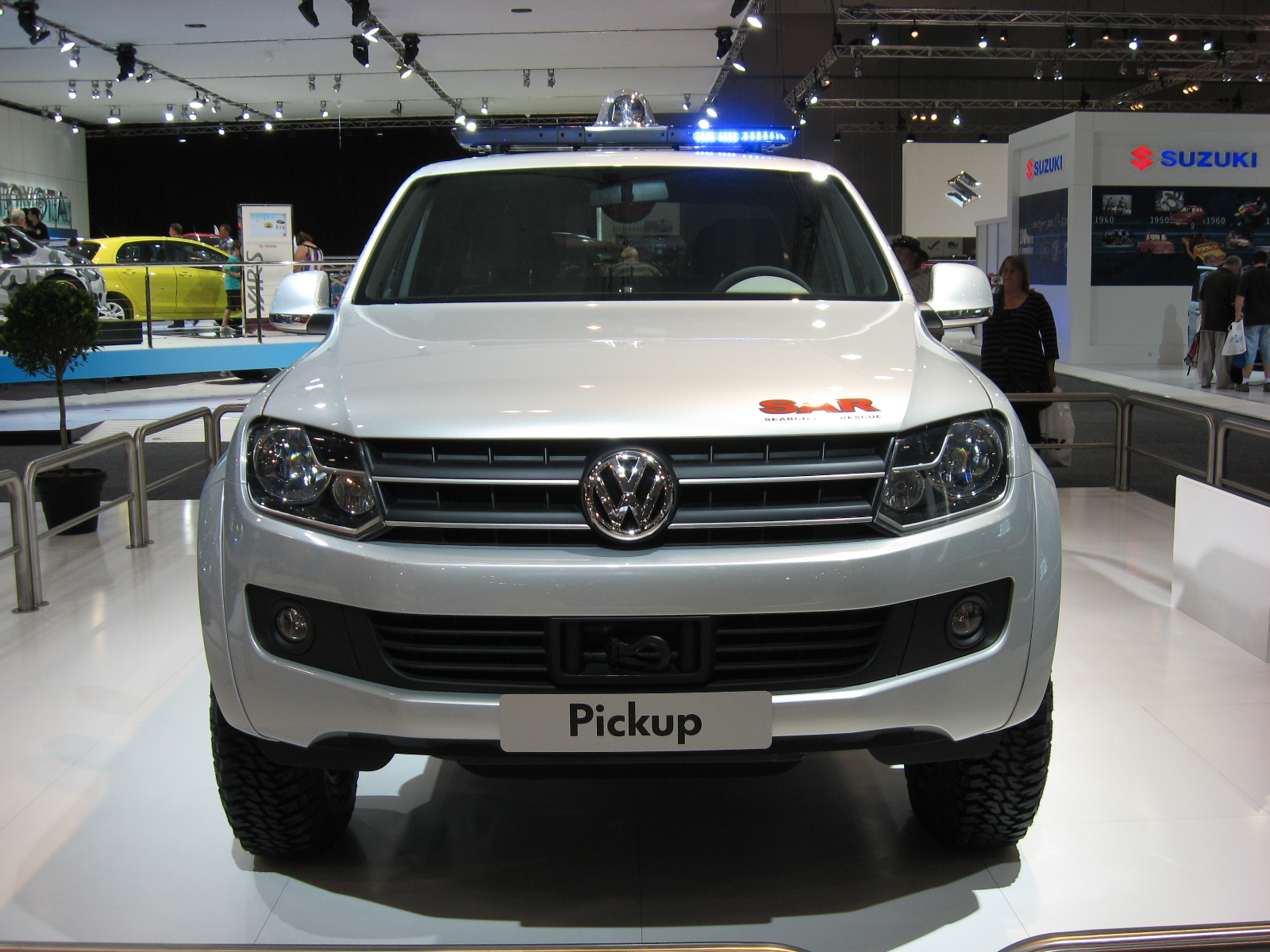
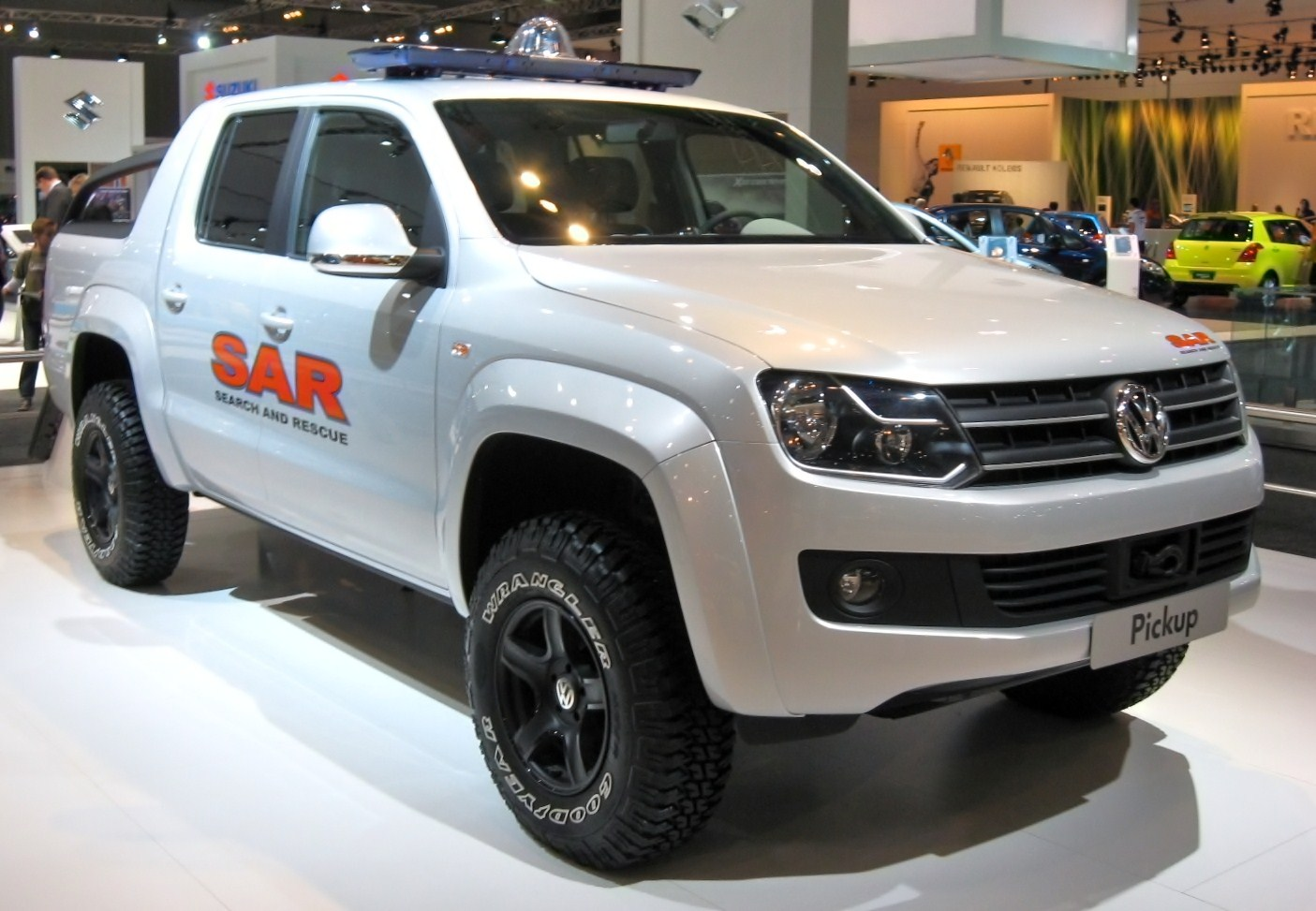
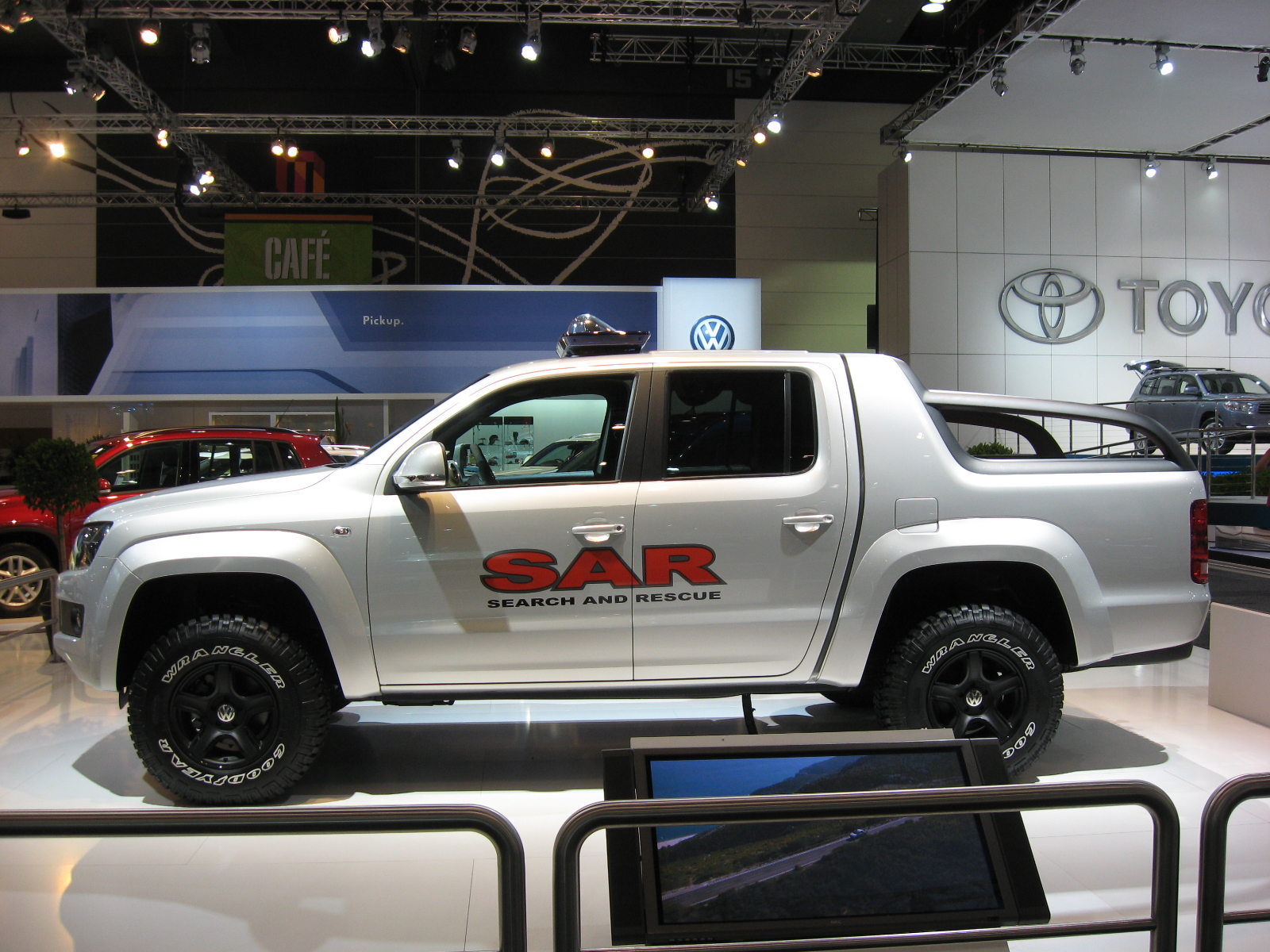
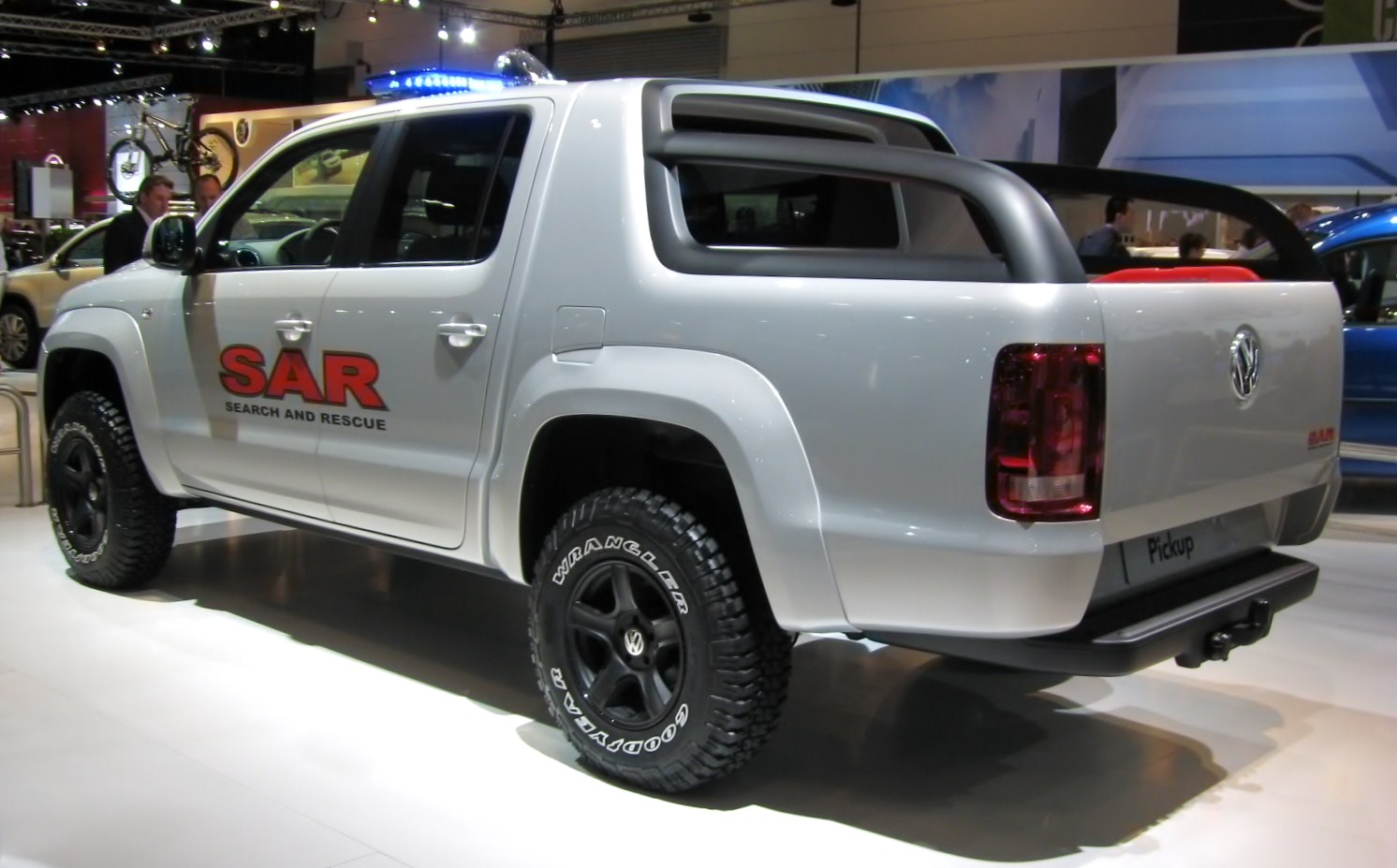
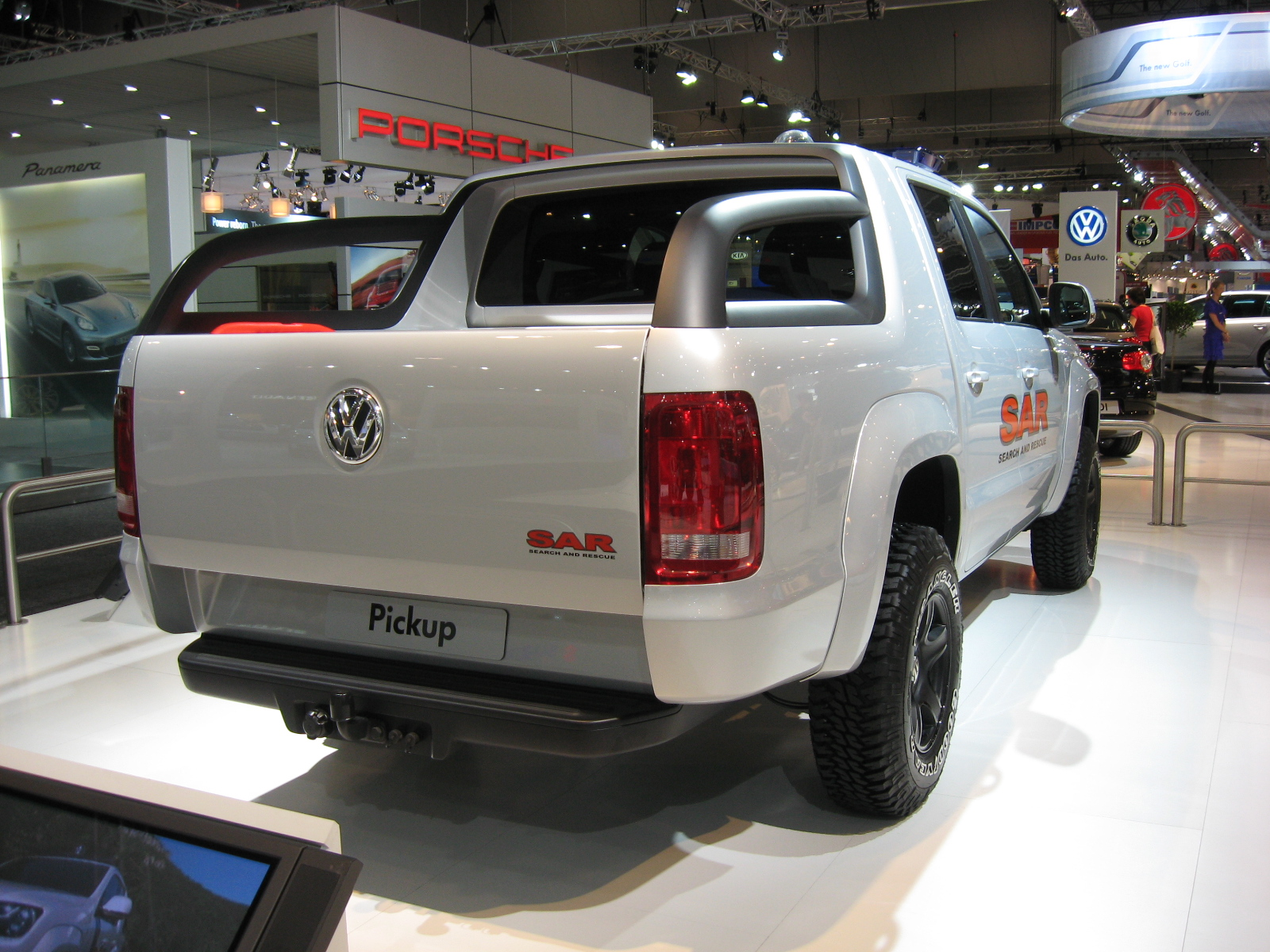
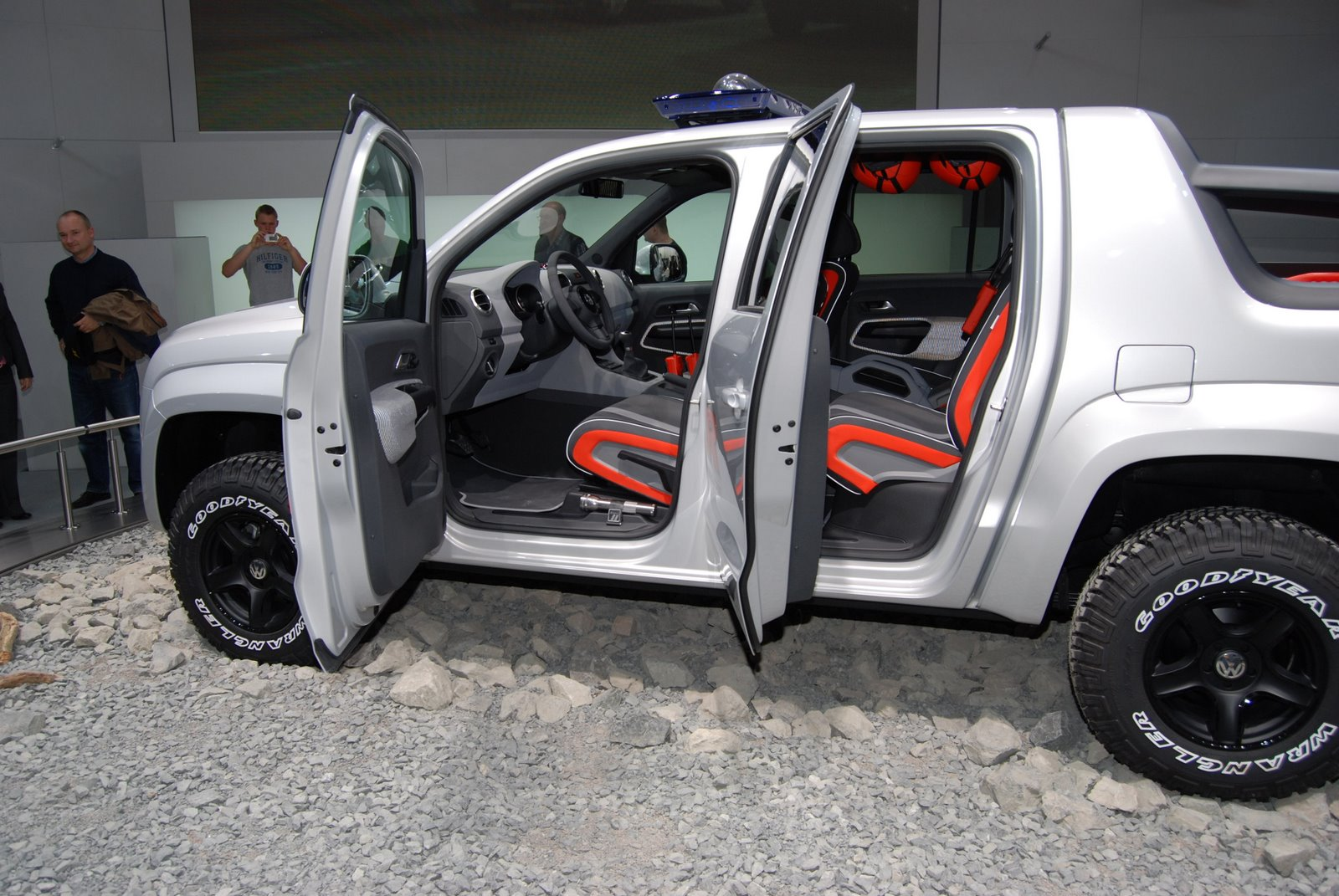
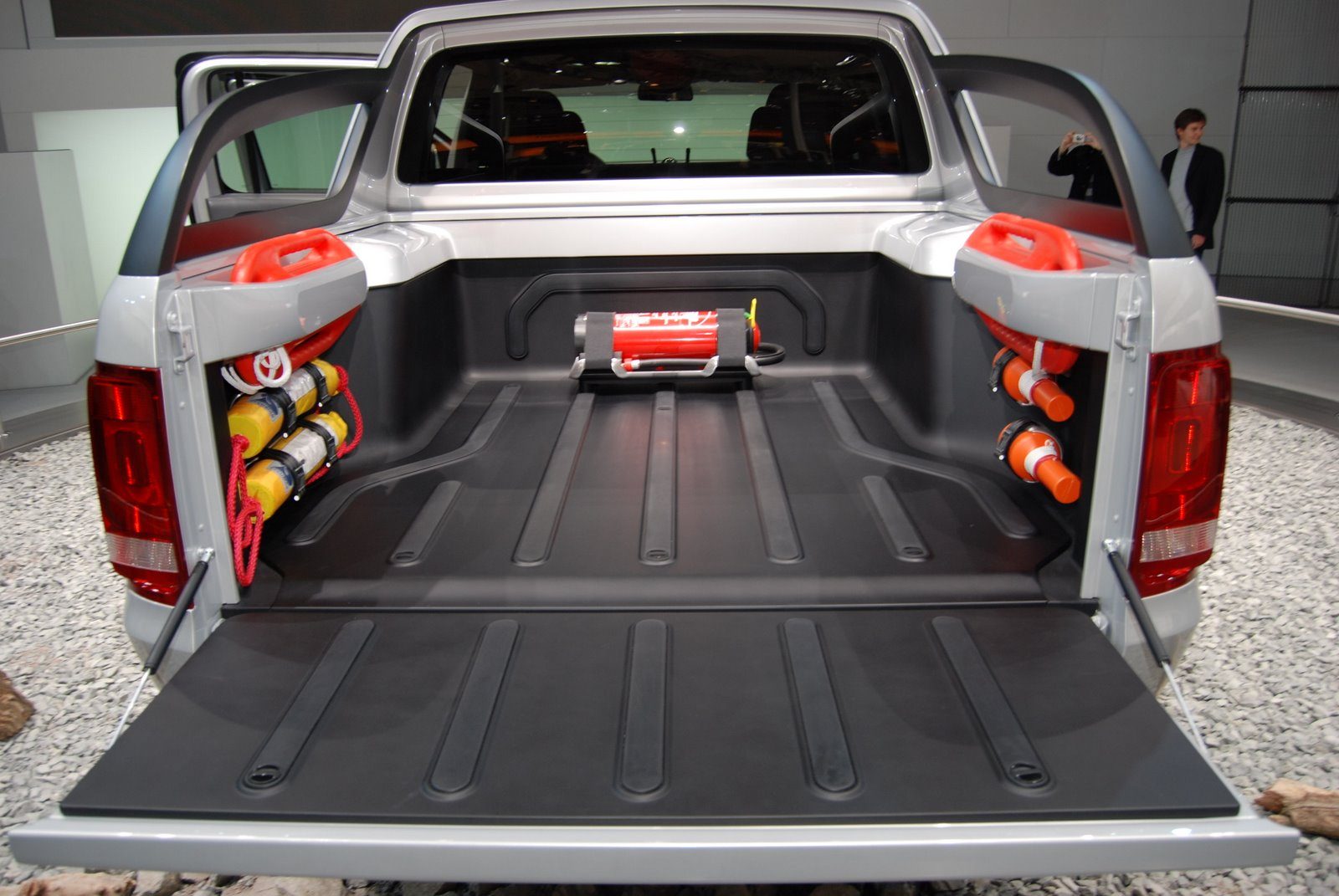